# 火爆教頭草地兵
《火爆教頭草地兵》（英語：Hoosiers，在部分國家稱作）是1986年的一部體育題材的美國電影,由安吉洛·皮佐 （Angelo Pizzo） 编剧，大卫·安斯帕 （David Anspaugh） 执导，这是他的导演处女作。講述了印第安那州的一家高中籃球隊贏得州冠軍的故事。這部電影改編自1954年米蘭高中的校隊贏得州冠軍的故事。電影上映後得到了不錯的評價，並且被選入AFI百年百大勵志電影。

## 情节
1951 年，诺曼·戴尔 （Norman Dale） 来到印第安纳州的希科里 （Hickory） 乡村。他的老朋友、高中校长克莱图斯·萨默斯 （Cletus Summers） 聘请他担任公民和历史老师以及篮球主教练。
对篮球充满热情的镇民们对 Hickory 最好的球员 Jimmy Chitwood 在前任教练去世后离开球队感到失望，这位教练曾是 Jimmy 的代理父亲。在一次见面会上，戴尔告诉镇上的人，他曾经是大学篮球教练。第二天，老师迈拉·弗莱纳 （Myra Fleener） 警告戴尔不要招募吉米。她鼓励吉米只专注于他的学习，这样他就会有一个远离 Hickory 的未来。
这所小学校只有 7 名球员。在第一次练习中，戴尔因为巴迪·沃克的粗鲁而解雇了他，导致另一名球员惠特·布彻 （Whit Butcher） 走出来抗议。Dale 开始对其他人（Rade Butcher、Merle Webb、Everett Flatch、Strap Purl 和设备经理 Ollie McLellan）进行基本功和体能训练，但没有混战或投篮，这让 Huskers 非常沮丧。惠特后来向戴尔道歉并重新加入了团队。
Dale 指示 Huskers 在投篮前传球四次。在赛季揭幕战中，雷德不服从，多次上篮而没有先传球。戴尔在比赛的剩余时间里让他坐在替补席上，即使梅尔犯规出局，只剩下四名 Huskers 在地板上。在随后的比赛中，当一名敌对球员在场上争吵中刺伤戴尔的胸部时，雷德跳起来为他辩护并击中了该球员。在争吵期间，担任助理教练的萨默斯校长患有轻度心脏病。Dale 通过采用不会立即产生结果的缓慢防御风格进一步削弱了社区的支持。戴尔在球场上也发脾气，被驱逐出两场比赛。
在萨默斯躺下后，戴尔要求埃弗雷特酗酒的父亲前 Husker Wilbur “Shooter” Flatch 担任他的助理教练，并要求 Shooter 在所有比赛和练习中保持清醒。Shooter 同意了，条件是 Dale 不再被驱逐出任何游戏。戴尔选择 Shooter 让镇上的人感到困惑，也让 Everett 感到尴尬。
赛季中期，心怀不满的镇民决定投票解雇戴尔。在会面之前，弗莱纳感觉到戴尔的过去有些不对劲，发现了几年前关于他打球员并被禁止执教的信息。然而，弗莱纳选择不向镇民透露这一事实，而是在会议上告诉他们再给戴尔一次机会。尽管如此，他们还是投票解雇了这位教练。然后吉米·奇特伍德 （Jimmy Chitwood） 到来并宣布他将重新加入球队，但前提是戴尔继续担任教练。进行了新的投票，居民压倒性地选择保留戴尔。
吉米回归后，重新焕发活力的 Huskers 取得了一系列胜利。为了向镇上的人（以及 Shooter 本人）证明 Shooter 对团队的价值，Dale 故意被逐出游戏。这迫使 Shooter 设计了一个战术，帮助 Hickory 在最后一秒投篮获胜。Shooter 也重新赢得了他儿子 Everett 的尊重。
尽管 Shooter 复发时遇到了挫折，但凭借 Jimmy 的出色表现，球队在州锦标赛中晋级。无名球员，如矮个子 Ollie 和虔诚的宗教 Strap，也做出了贡献。Hickory 进入了印第安纳波利斯的冠军赛。在巴特勒球场，在他们见过的最大的观众面前，Huskers 击败备受青睐的 South Bend Central Bears 的赔率很高，后者拥有更高、更运动的球员。在落后的情况下，Hickory 奋起反击，在比赛还剩几秒钟时扳平了比分。Dale 叫了暂停并安排了一场戏，Jimmy 将成为 Merle 的诱饵，Merle 将进行最后一枪。Huskers 看起来很不舒服，当 Dale 要求知道出了什么问题时，Jimmy 只是说：“我会成功的。他在蜂鸣器响起之前得分，确保了胜利。
在未来的某个时候，一个男孩在 Hickory 的家庭健身房投篮。墙上挂着一张巨大的黑白团队肖像，戴尔的画外音说：“我爱你们。

## 电影制作信息
米兰高中篮球队，1954 年。
这部电影的部分灵感来自 1954 年印第安纳州冠军米兰高中 （/ˈmaɪlən/ MY-lən） 的故事。“灵感来自真实故事”这句话比“基于真实故事”更合适，因为这两个团队几乎没有共同点。

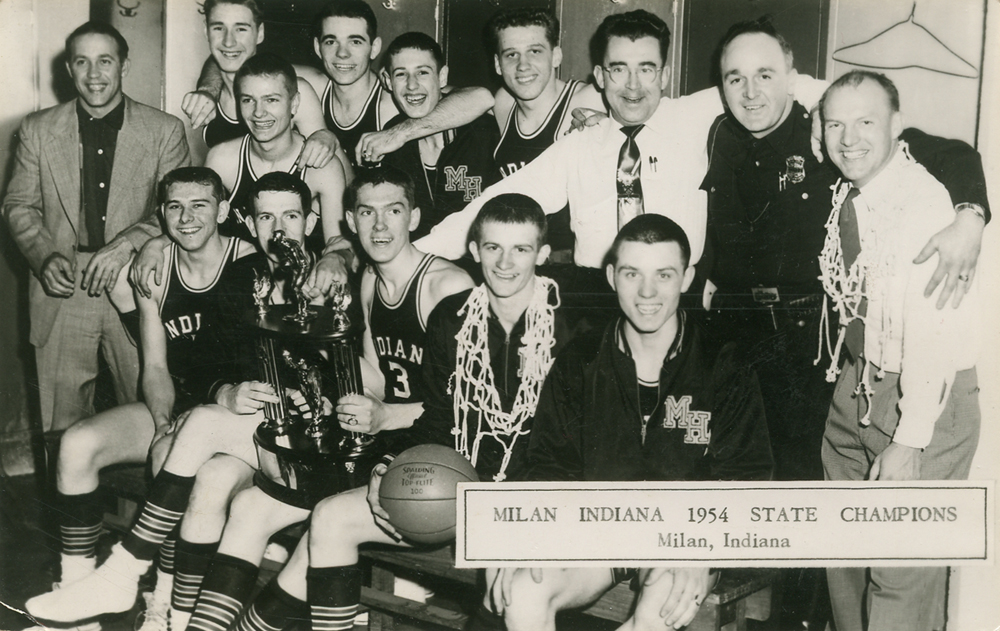
Milan High School Basketball Team, 1954.

在美国大多数州，高中运动队通常根据注册学生人数分为不同的班级，每个班级都举行单独的州锦标赛。1954 年，印第安纳州为其所有高中举办了一场州篮球锦标赛。这种做法一直持续到 1997 年。
一些情节点与米兰的真实故事相似。就像电影中虚构的山核桃高中一样，米兰是印第安纳州南部一个乡村小镇的一所非常小的高中。两所学校的球队都规模过小。Hickory 和 Milan 都以 2 分的优势赢得了州决赛：Hickory 以 42-40 获胜，米兰以 32-30 获胜。Hoosiers 州决赛的最后几秒钟与 1954 年米兰决赛的细节相当接近;影片中的最后一个篮筐几乎是用地板上与 Bobby Plump 的实际比赛制胜球相同的位置制成的。这部电影的最后一场比赛是在举办 1954 年印第安纳州冠军赛的同一体育馆拍摄的，即印第安纳波利斯的巴特勒大学欣克尔球场（1954 年称为巴特勒球场）。
与电影的情节不同，1954 年的米兰印第安人队以大热门的身份进入本赛季，并以 19-2 的成绩结束了 53-54 年的常规赛。此外，1952-1953 年的球队进入了州半决赛，尽管学校的入学人数很少，但他们被认为是进入冠军赛季的强队。

## 外部連結
- 互联网电影数据库（IMDb）上《火爆教頭草地兵》的资料（英文）